# EM Водолея
EM Водолея (лат. EM Aquarii), HD 199124 — одиночная переменная звезда в созвездии Водолея на расстоянии приблизительно 283 световых лет (около 87 парсеков) от Солнца. Видимая звёздная величина звезды — от +6,58m до +6,55m.

## Характеристики
EM Водолея — белая пульсирующая переменная звезда типа Дельты Щита (DSCTC) спектрального класса A9Vn или A9/F0V. Эффективная температура — около 7261 К.